# Congo (Paraíba)
Congo is een gemeente in de Braziliaanse deelstaat Paraíba. De gemeente telt 4.930 inwoners (schatting 2009).